# Ceilão nos Jogos Olímpicos de Verão de 1964
O Ceilão (agora Sri Lanka) competiu nos Jogos Olímpicos de Verão de 1964, realizados em Tóquio, Japão.

## Atletismo
- Ranatunge Karunananda

## Boxe
- Malcolm Bulner
- Winston Van Cuylenburg

## Tiro
- Ravivimal Jaywardene
- Habarakadage Perera

## Luta
- Ernest Fernando